# Jan Szczerbowicz-Wieczór
Jan Maria Szczerbowicz-Wieczór (ur. 21 listopada 1936 w Milanówku, zm. 5 maja 2021 w Ciechanowie) – polski polityk, poseł na Sejm PRL IX kadencji.

## Życiorys
Syn Jerzego i Leokadii. W 1962 skończył Szkołę Główną Gospodarstwa Wiejskiego w Warszawie. W latach 1954–1955 pracował w Towarzystwie Reasekuracyjnym „Warta” w Warszawie. Od 1963 asystent-stażysta w Ośrodku Postępu Technicznego SGGW, następnie starszy inżynier w Państwowym Gospodarstwie Rolnym Urszulin do 1965. Od 1965 do 1983 zajmował stanowiska: zastępcy dyrektora i dyrektora kolejno w PGR Strykuły, PGR Ślubowo, PGR Mierzyń, Wojewódzkiego Ośrodka Postępu Rolniczego w Poświętnem i w „Centrali Nasiennej” Oddział Mława. W 1983 wygrał konkurs na stanowisko dyrektora PGR Strzałkowo. Do Polskiej Zjednoczonej Partii Robotniczej wstąpił w 1965. Członek egzekutywy Komitetu Wojewódzkiego PZPR w Ciechanowie. Przewodniczący Komisji Rolnej KW PZPR. Od 1985 do 1989 pełnił mandat posła na Sejm PRL IX kadencji w okręgu Ciechanów z ramienia, zasiadając w Komisji Przemysłu oraz w Komisji Skarg i Wniosków.

## Odznaczenia
- Złoty Krzyż Zasługi (1980)
- Srebrny Krzyż Zasługi (1973)
- Medal 40-lecia Polski Ludowej (1984)
- Złota Odznaka „Za zasługi dla województwa warszawskiego” (1975)
- Brązowa Odznaka „Za zasługi w ochronie porządku publicznego” (1982)
- Odznaka „Zasłużony Pracownik Rolnictwa” (1984)